# 파리 조폐국
파리 조폐국(Monnaie de Paris)은 프랑스의 주화 생산을 담당하는 정부 소유 기관이다. AD 864년 피스트레스 칙령으로 설립된 이 회사는 가장 오래되고 지속적으로 운영되는 조폐 기관이자 세계에서 가장 오래된 현존 회사 중 하나이다.
1973년 조폐국은 주요 생산 시설을 페사크(Pessac)의 시설로 이전했으며, 현재 파리의 원래 시설은 여전히 운영 중이지만 주로 박물관으로 기능하고 많은 고대 동전 컬렉션의 본고장이다.
파리 조폐국은 자치권을 획득하고 2007년 법률 2006-1666에 따라 법인격을 부여 받았다.
2012년에는 공공기관 최초로 리빙헤리티지컴퍼니(Living Heritage Company) 라벨을 획득했다.
2017년 9월 말, 파리 조폐국이 개조 공사를 마치고 재개장했다.